# Jan Eliasson
Jan Eliasson (født 17. september 1940) er en svensk diplomat. Siden 2000 har han været Sveriges ambassadør i USA. I september 2005 tiltrådte han stillingen som præsident for FNs generalforsamling. 27. marts 2006 blev han udnævnt til udenrigsminister i Sverige.

## Uddannelse og karriere
Jan Eliasson er født og opvokset i Göteborg. Han var udvekslingsstudent i Indiana i USA 1957–58 og er uddannet i økonomi.
I 1965 blev han ansat i det svenske udenrigsdepartement, og arbejde i udlandet i bl.a. Paris, Bonn og Washington. I perioden 1983-1987 var han chef for udenrigsdepartementets politiske afdeling.
1980-86 deltog han i FNs mæglingsmission i krigen mellem Iran og Irak. 1988-92 havde han tjeneste som Sveriges FN-ambassadør i New York, og fungerede  blandt andet som generalsekretærens personlige repræsentant i Iran–Irak-konflikten. I 1994-99 var han kabinetsekrætær i UD, og siden 2000 har han vært Sveriges ambassadør i Washington D.C, USA.